# Space Ace
Space Ace è un videogioco arcade su laserdisc prodotto da Don Bluth, Cinematronics, e RDI Video Systems. Venne pubblicato nel 1983, quattro mesi dopo il gioco Dragon's Lair, e come il suo predecessore offriva animazioni di qualità cinematografica letti da un laserdisc, ma stavolta con un'ambientazione fantascientifica. Pur ottenendo un buon successo di pubblico, Space Ace non si avvicinò mai ai livelli di popolarità del suo predecessore Dragon's Lair.
Nel corso degli anni vennero prodotte diverse versioni di Space Ace per computer casalinghi e console, imitando in modo più o meno fedele le animazioni da cartone animato dell'originale.
Nel 1991 venne lanciato sul mercato il sequel Space Ace II: Borf's Revenge, ma solo per computer.

## Trama
Space Ace racconta le avventure del muscoloso eroe Ace. All'inizio del videogioco, il malvagio comandante Borf attacca Ace con l'Infanto Ray, un'arma che lo fa regredire allo stadio adolescenziale e rapisce la sua fidanzata Kimberly. Compito del giocatore è quello di guidare Dexter, la versione adolescente e mingherlina di Ace, attraverso una serie di ostacoli alla ricerca di Borf nel tentativo di salvare Kimberly e di impedire che Borf, con l'aiuto dell'Infanto Ray, possa conquistare il mondo.
Grazie anche a una limitata capacità di ritrasformarsi temporaneamente in adulto, Ace raggiunge infine Borf nella sua base. Nella lotta finale riesce a rivolgergli contro l'Infanto Ray con uno specchio, trasformandolo così in un Borf neonato, che Kimberly prende amorevolmente in braccio.

## Modalità di gioco
Il tipo di gioco, come per Dragon's Lair, richiede al giocatore di muovere il joystick o di premere fuoco in momenti chiave delle sequenze animate per determinare un'azione del protagonista.
Space Ace introduce alcune migliorie rispetto al precedente gioco: in particolare si può selezionare il livello di difficoltà, che offre sviluppi multipli della trama. All'inizio del gioco il giocatore può scegliere fra tre livelli di difficoltà: "Cadet", "Captain" o "Ace", rispettivamente corrispondenti a un livello facile, medio e difficile. Solo scegliendo il livello "Ace" il giocatore ha la possibilità di vedere tutte le sequenze animate del gioco (mentre al livello facile se ne possono vedere la metà).
Inoltre il gioco offre scelte multiple al giocatore, invece che un'unica traccia da seguire nello svolgimento della storia. In vari punti del gioco, è possibile scegliere di premere il pulsante azione nel momento in cui compare la scritta "Energize!" e trasformare Dexter in Ace, con conseguente cambio della scena e modalità di completamento della stessa.

## Sviluppo
Le animazioni di Space Ace vennero realizzate dallo stesso team che aveva precedentemente lavorato a Dragon's Lair, capitanati dall'ex animatore della Disney Don Bluth. Per mantenere i costi di produzione bassi, lo studio, invece di servirsi di attori professionisti, utilizzò le voci dei membri dello staff per il doppiaggio del gioco. Lo stesso Don Bluth offre la sua voce (alterata digitalmente) al Commander Borf. La musica della colonna sonora del gioco, un pezzo rock molto veloce e avvincente è stata realizzata dal musicista italo-francese Metaphonic.
Il concept originale del gioco era basato sul personaggio dei fumetti Capitan Marvel. Dexter avrebbe dovuto essere in grado di trasformarsi nel muscoloso supereroe Ace in differenti momenti della storia. Tuttavia, poiché il gioco era indirizzato ad un pubblico di adolescenti, il team creativo pensò di capovolgere la situazione facendo trasformare l'eroe della storia in un ragazzino.

### Formati
Space Ace venne reso disponibile in diverse versioni: un cabinato dedicato e un kit di conversione che poteva essere utilizzato per trasformare i cabinati di Dragon's Lair in uno di Space Ace. Space Ace fece la sua comparsa nel mercato videoludico solamente quattro mesi dopo l'uscita di Dragon's Lair, e grazie al kit di conversione era possibile adattare il cabinato dei due giochi, "economizzando" così sulle spese, senza bisogno di comprarne un altro. Il gestore della sala giochi poteva estrarre il disco di Dragon's Lair, inserire quello di Space Ace, e cambiando un paio di adesivi rendere attivo l'uno o l'altro videogame. Il kit di conversione includeva il laserdisc di Space Ace, nuove EPROM contenente il codice del gioco, una scheda addizionale per aggiungere i pulsanti necessari a selezionare i livelli di difficoltà, e artwork addizionali per trasformare esteticamente il cabinato. Il gioco originariamente utilizzava un lettore Pioneer LD-V1000 o PR-7820.

## Conversioni
Nel corso degli anni vennero prodotte diverse versioni di Space Ace per computer casalinghi e console. Le prime conversioni furono realizzate nel 1989-1990 dall'azienda canadese Readysoft Incorporated per i computer a 16 bit Amiga, Apple IIGS, Atari ST, Mac OS e MS-DOS, su floppy disk, e mantengono il gameplay originale con una quantità ridotta di scene. Il gioco per Super Nintendo del 1994, di altri produttori, è invece molto modificato, con un controllo più tradizionale del personaggio. Venne annunciata anche una conversione di tipo platform per la console a 8 bit NES, mai pubblicata. Nel 1993-1995 uscirono le conversioni su CD-ROM, fedeli all'originale, per le console 3DO, Atari Jaguar (con Atari Jaguar CD), CD-i, Sega Mega CD e in nuove versioni per i computer MS-DOS e Mac OS, ancora edite da Readysoft (escluso CD-i).
Un sequel, Space Ace II: Borf's Revenge, dotato di alcune nuove animazioni e di un nuovo finale, uscì nel 1991 per i computer Amiga, Atari ST, MS-DOS e Mac OS.
Nel 1991, Leland Corp. distribuì una versione aggiornata di Space Ace sotto forma di kit di conversione per il cabinato del recente Dragon's Lair II: Time Warp. Questa nuova versione aggiunse mosse più complicate, come quelle diagonali ed eliminò la scelta dei livelli di difficoltà lasciando solo quella più difficile.
L'azienda canadese Digital Leisure Inc. acquisì successivamente i diritti e realizzò molte versioni per piattaforme più moderne, dalla fine degli anni '90 all'inizio dei 2010. Il Dragon's Lair Deluxe Pack del 1998 per Windows include Space Ace e gli episodi di Dragon's Lair e Dragon's Lair 2: Time Warp. Distribuirono anche una versione di Space Ace su DVD che poteva essere letta da tutti i lettori in commercio. Quest'ultima versione differisce dalle precedenti per la mancanza del selettore per il livello di difficoltà e per il fatto che in caso di errore di lettura del DVD il giocatore è costretto a ripetere tutta l'ultima scena visualizzata, cosa che non accade con la versione laserdisc. Si possono anche acquistare sul sito Digital Leisure le versioni di Dragon's Lair e Space Ace in formato HD e Blu-ray Disc. La Digital Leisure ha inoltre prodotto versioni per tablet, smartphone, Nintendo DSi, PlayStation 3. Le versioni della Digital Leisure non replicano però alla perfezione le mosse richieste dal gioco originale: varie sequenze sono state semplificate, richiedendo meno comandi.

## Altri media
Una breve serie di cartoni animati basati su Space Ace venne inclusa negli Stati Uniti come parte di un cofanetto di DVD intitolato Saturday Supercade che includeva cartoni animati ispirati a celebri videogiochi. In tutto vennero prodotti 13 episodi della serie.
Nel 2003 la Crossgen Publishing pubblicò una breve serie a fumetti ispirata al gioco.
Venne pubblicata anche in italiano, dalla Italycomics, nel 2009-2011.